# Bắc Jakarta

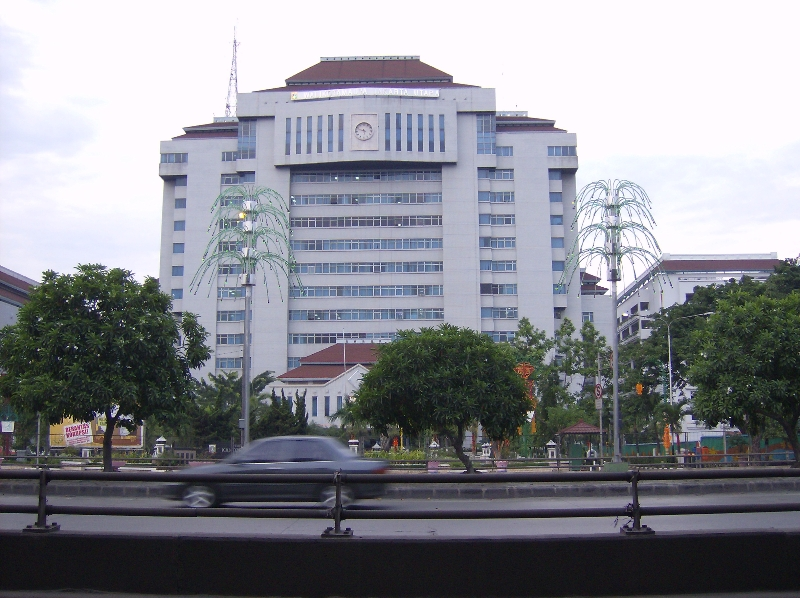
Tòa thị chính thành phố

Bắc Jakarta (tiếng Indonesia:Jakarta Utara) là một thành phố của tỉnh đặc khu thủ đô Jakarta, Indonesia. Thành phố này rộng 137 km² và có 1.181.096 dân (năm 2006). Hai hải cảng chính của Jakarta là cảng Tanjung Priok và cảng Sunda Kelapa đều ở thành phố này. Thành phố được chia làm 6 khu là Cilincing, Koja, Kelapa Gading, Tanjung Priok, Pademangan, và Penjaringan.
Website chính thức của Bắc Jakarta là: http://utara.jakarta.go.id Lưu trữ ngày 12 tháng 9 năm 2019 tại Wayback Machine